# Bossanova (álbum)
Bossanova é o terceiro álbum de estúdio da banda norte-americana de rock alternativo Pixies, lançado em Agosto de 1990 pela gravadora independente 4AD.
| Críticas profissionais                                                      | Críticas profissionais |
| Avaliações da crítica                                                       | Avaliações da crítica  |
| Fonte                                                                       | Avaliação              |
| --------------------------------------------------------------------------- | ---------------------- |
| allmusic                                                                    | [ 1 ]                  |
| Robert Christgau                                                            | (A)                    |
| Rolling Stone                                                               | [ 3 ]                  |
| Esta tabela precisa de ser acompanhada por texto em prosa. Consulte o guia. |                        |

## Faixas
1. "Cecilia Ann" – 2:05
2. "Rock Music" – 1:52
3. "Velouria" – 3:40
4. "Allison" – 1:17
5. "Is She Weird" – 3:01
6. "Ana" – 2:09
7. "All Over the World" – 5:27
8. "Dig for Fire" – 3:02
9. "Down to the Well" – 2:29
10. "The Happening" – 4:19
11. "Blown Away" – 2:20
12. "Hang Wire" – 2:01
13. "Stormy Weather" – 3:26
14. "Havalina" – 2:33

## Posição nas paradas musicais
| Parada (1990)                         | Melhor posição |
| ------------------------------------- | -------------- |
| Austrália (ARIA)                      | 68             |
| Países Baixos (Dutch Charts)          | 30             |
| Alemanha (Offizielle Deutsche Charts) | 27             |
| Nova Zelândia (RMNZ)                  | 17             |
| Suécia (Sverigetopplistan)            | 45             |
| Reino Unido (Official Albums Chart)   | 3              |
| Estados Unidos (Billboard 200)        | 70             |

## Certificações e vendas
| Região                                                                                                  | Certificação | Vendas   |
| --- | ------------ | -------- |
| França (SNEP)                                                                                           | Ouro         | 100 000* |
| Reino Unido (BPI)                                                                                       | Ouro         | 100,000^ |
| Estados Unidos                                                                                          |              | 281,000  |
| *números de vendas baseados somente na certificação ^números de vendas baseados somente na certificação |              |          |